# Claudia Pasini
Claudia Pasini (n. 2 martie 1939, Trieste, Regatul Italiei – d. 23 septembrie 2015, Trieste, Italia) a fost o scrimeră italiană, medaliată olimpică. A participat la o ediție a Jocurilor Olimpice (1960) în care a câștigat o medalie de bronz.

## Participări
Lista de mai jos prezintă principalele competiții la care a participat Claudia Pasini de-a lungul carierei.
- fencing at the 1960 Summer Olympics – women's team foil[*]